# Église Sant'Erasmo ai Granili

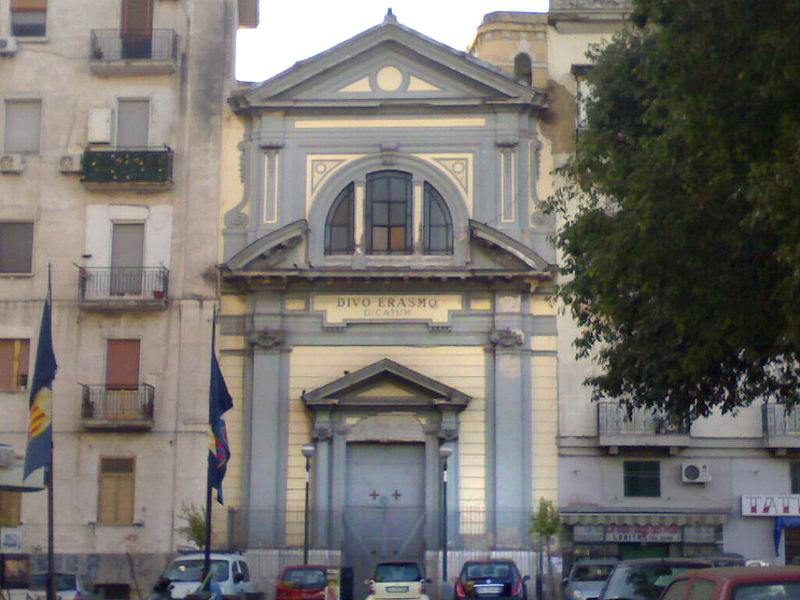
Façade de l'église.

L'église Sant'Erasmo ai Granili est une église de Naples, située dans la zone du pont de la Maddalena (La Madeleine), fameux pour son édicule figurant saint Janvier arrêtant l'éruption du Vésuve de 1767. L'église est consacrée à saint Érasme.

## Histoire et description
L'édifice datant du XVIIe siècle a été profondément remanié dans les années 1920. L'intérieur montre encore des restes de son ancienne splendeur, malgré les réfections, comme ses ornements décoratifs du XVIIe siècle et du XVIIIe siècle. Un grand nombre de ses œuvres d'art ont été transférées à la Chapelle Palatine.